# Don't ask, don't tell

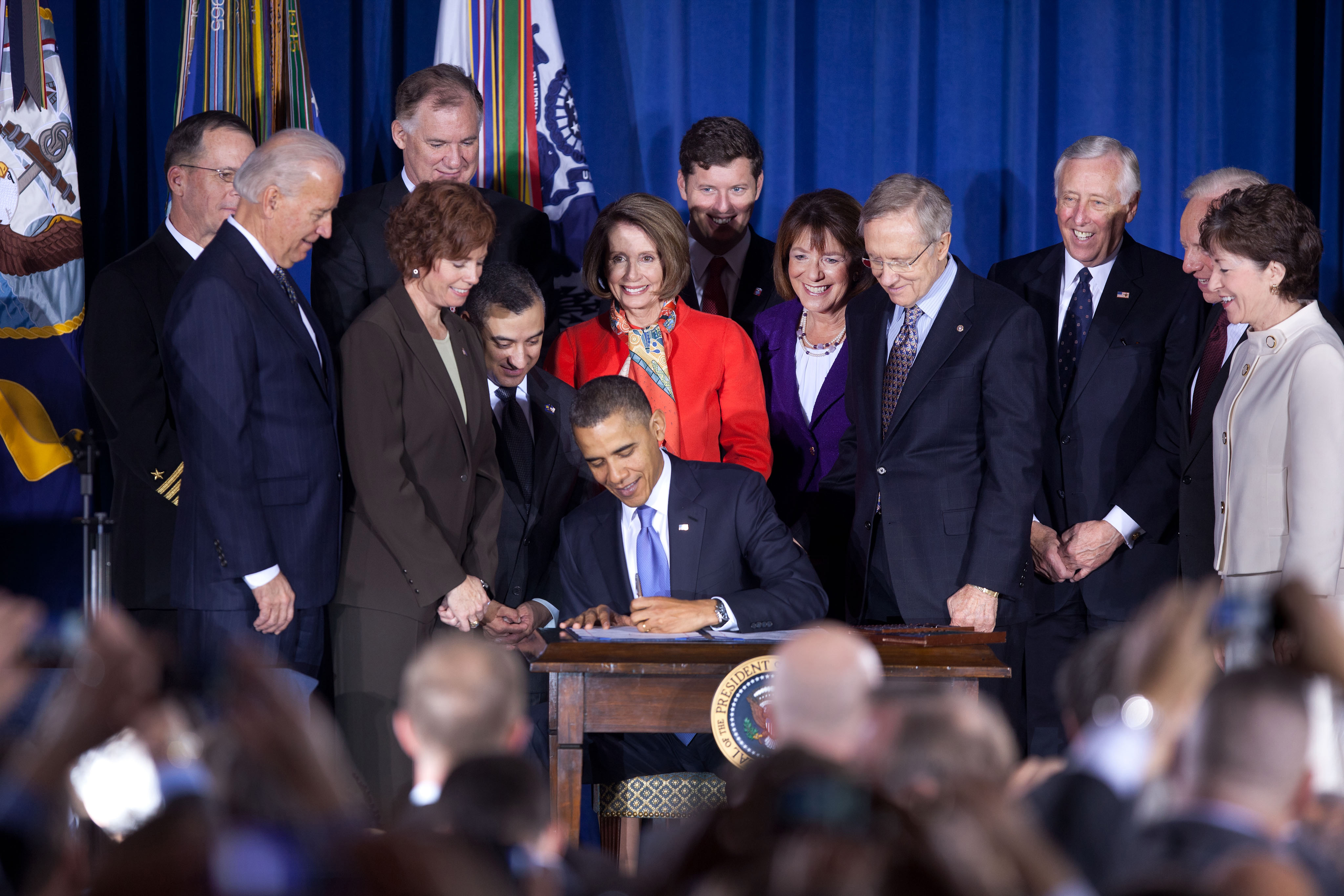
Barack Obama skriver under lagen som avskaffar policyn 22 december 2010.

Don't ask, don't tell (på svenska: ”fråga inte, berätta inte”) är det gängse namnet på en tidigare amerikansk regeringspolicy som gällde homosexualitet inom USA:s väpnade styrkor. Policyn gick ut på att homosexuella inom USA:s väpnade styrkor inte fick berätta om sin läggning (”berätta inte”), men också att deras överordnade inte fick fråga underlydande om deras läggning (”fråga inte”) om inte misstanke om homosexuella handlingar förelåg.

## Historik
President Bill Clinton införde policyn 1993. Den var då en kompromiss, eftersom den i viss mån tillät homosexuella att tjänstgöra (så länge de inte utförde homosexuella handlingar eller öppet berättade om sin läggning) samtidigt som en version av det tidigare förbudet mot tjänstgörande homosexuella fanns kvar. Innan "Don't ask, don't tell" infördes försökte USA:s väpnade styrkor sålla bort homosexuella i samband med intagningen.
Homosexuella som bröt mot policyn fick avsked från sin tjänstgöring, och öppet homosexuella fick inte heller ta värvning. Mellan 1994 och 2010 fick minst 13 686 (inofficiellt minst 14 316) personer avsked genom policyns bestämmelser. Clinton gjorde i och med policyns införande ett avsteg från sitt vallöfte att alla skulle få tjänstgöra öppet inom de väpnade styrkorna oavsett läggning, efter en omfattande kritikstorm från konservativt håll.
En röst som kritiserade Clintons kompromisslinje var den konservative republikanske exsenatorn Barry Goldwater. Hans motivering var att "You don't have to be straight to die for your country, just shoot straight" ("Du måste inte vara heterosexuell för att dö för ditt land, bara skjuta rakt"). Goldwater citerades i senaten 2010 av hans före detta kollega Harry Reid, inför omröstningen om policyns avskaffande.
I januari 2009 lovade USA:s president Barack Obama att avskaffa "Don't ask, don't tell", och ge rätt åt alla att tjänstgöra oberoende av läggning. Ett lagförslag om att upphäva policyn antogs i december år 2010. Den 20 september 2011 upphävdes policyn.